# 前堆 (六堆)
前堆，六堆之一，為朱一貴事件發生後到西元1895年的乙未戰爭之間存在於屏東平原的一自衛組織。

## 範圍

六堆分布圖，綠色部分為前堆。

在清治時期包含港西中里的麟洛庄、長興庄、德協庄等，分別為日治時期長興庄轄下的麟洛、長興、德協三個大字。

## 組織
每堆設總理與副總理各一名外，持旗之正副旗手二人、率隊之正副先鋒二人、專司聯絡的長幹一人、專司備糧事務的督糧一人。

## 轄庄沿革

### 光緒年間
上：竹葉林庄、崙上庄、火燒庄、新老潭頭、香楊角庄等共五庄。
下：麟洛庄、上下竹架庄、老田尾庄、徑子庄、田心庄等共五庄。

### 明治年間
上：火燒、三塊厝、潭底、煙墩腳、新潭頭、竹葉林、山豬毛、老潭頭、瓊交角、新園、加冬仔等十一庄。
下：麟洛、田心、上竹架、下竹架、老田尾、徑仔等六庄。

### 昭和年間
上：竹葉林、崙上、火燒、新潭頭、下厝、香楊腳、老潭頭、溪埔、新威、田寮、三座屋等十一庄。
下：麟洛、上竹架、下竹架、老田尾、徑仔、田心等六庄。

### 附堆
另外六堆後期發展出「附堆」組織，緣由是客家聚落發展飽和，部分客家人被迫遷往閩南庄，但基於同鄉情誼仍會互相援助，乃出現附堆組織，如前堆的附堆有海豐、茄苳仔兩庄。